# Ваздухопловна база Ферчајлд
Ваздухопловна база Ферчајлд (енгл. Fairchild Air Force Base) насељено је место без административног статуса у америчкој савезној држави Вашингтон.

## Демографија
По попису из 2010. године број становника је 2.776, што је 1.581 (-36,3%) становника мање него 2000. године.
| Група             | 2000.         | 2010.         |
| Белци             | 3.271 (75,1%) | 2.050 (73,8%) |
| Афроамериканци    | 344 (7,9%)    | 143 (5,2%)    |
| Азијати           | 155 (3,6%)    | 90 (3,2%)     |
| Хиспаноамериканци | 371 (8,5%)    | 300 (10,8%)   |
| Укупно            | 4.357         | 2.776         |